# Domaine de liaison à l'ADN
Pour les articles homonymes, voir DBD.
Un domaine de liaison à l'ADN (ou DBD de l'anglais DNA-binding domain) est un motif protéique qui est capable de lier à l'ADN double ou simple brin avec une affinité pour une séquence nucléotidique spécifique, ou une affinité relative à l'ADN. 
Les domaines de liaison à l'ADN sont présents dans de nombreuses protéines impliquées dans la régulation de l'expression des gènes (comme les facteurs de transcription). Il existe de nombreux types de DBD caractérisant des familles de protéines.

## Principaux types de DBD

### Hélice-tour-hélice
La structure hélice-tour-hélice est une structure rencontrée entre autres dans les protéines de régulation de l'expression des gènes (Facteur de transcription spécifique).

### Hélice-boucle-hélice (ou homéodomaine = homéobox = boîte homéotique)
Ce motif, qui peut se renforcer sous forme de dimère, est constitué d'une courte hélice alpha liée par l'intermédiaire d'une boucle à une seconde hélice alpha plus longue. Il est présent dans les homéodomaines.  Chez Escherichia_coli, le facteur sigma 70 composant l'Holoenzyme de l'ARN polymérase possède ce motif pour effectuer sa liaison à l'élément -10 du promoteur (Boîte de Pribnow) lors de l'initiation de la transcription.

### Doigt de zinc
Les doigts de zinc sont de courts domaines protéiques, d'environ 20 à 30 acides aminés selon leur type, qui fonctionnent au moins par paires. Il existe trois types de doigt de zinc dits C2H2, C4 ou C6 (où C représente un résidu cystéine et H un résidu histidine). Typiquement, un doigt de zinc de type C2H2 possède deux résidus cystéine exposés à la surface d'un feuillet bêta et coordonnés avec un premier atome de zinc ionisé Zn+ ; l'autre doigt possède deux résidus histidine, exposés à l'extérieur d'une hélice alpha et coordonnés avec un second atome de zinc ionisé.
Il existe aussi le motif C3HC4 (ou motif RING) qui est caractéristique des protéines de recombinaison participant à la diversité des chaines d'immunoglobuline.
La forme en pince et les quatre charges positives des atomes de Zn du domaine en font un chélateur du grand sillon de l'ADN, molécule chargée négativement. Par exemple, la protéine TFIIA possède ce domaine ; c'est un « facteur général de transcription », au sens où il est nécessaire pour la synthèse basale des ARN messagers sans participer à leur régulation.

### DomaineLeucine Zipper(bZIP)

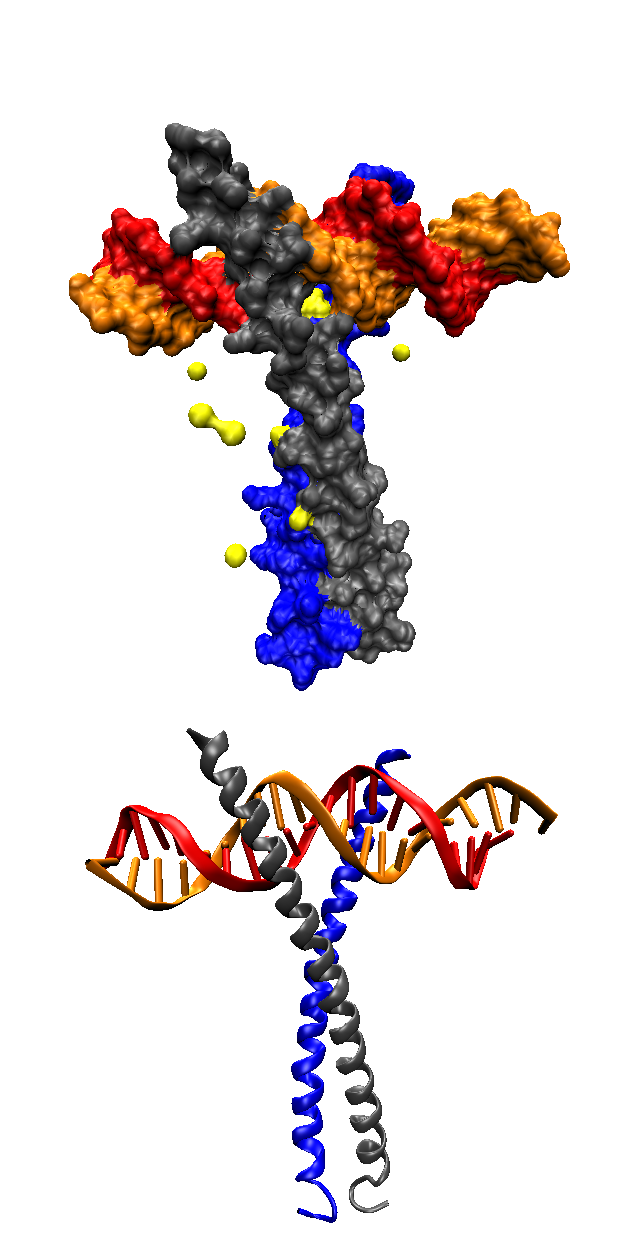
Facteur de transcription à glissière à leucine en complexe avec une molécule d'ADN

Les glissières à leucine (leucine zippers) concernent les protéines dimériques contenant deux hélices α reliées par des ponts entre leurs leucines. La chaîne α est à l'extrémité C-terminale de chaque monomère alors que l'extrémité N-terminale contient un domaine basique de liaison à l'ADN.

### Winged Hélice(WH)
Le groupe des protéines FOX est caractérisé par un domaine de liaison à l'ADN monomère, consistant en environ 100 acides aminés. C'est une variante du motif hélice-tour-hélice, qui consiste en trois hélices et deux grandes boucles caractéristiques, ce qui lui donne parfois le nom d’« hélice ailée ». Les gènes codant ces protéines sont appelés Forkhead-box, ou FOX.